# Kelso (Waszyngton)
Kelso – miasto (city), ośrodek administracyjny hrabstwa Cowlitz, w południowo-zachodniej części stanu Waszyngton, w Stanach Zjednoczonych, położone nad rzeką Cowlitz, nieopodal jej ujścia do rzeki Kolumbia, w bezpośrednim sąsiedztwie miasta Longview. W 2010 roku miasto liczyło 11 925 mieszkańców.
Założycielem miasta był szkocki geodeta Peter Crawford, który przybył tu w 1847 roku i rozplanował je w 1884 roku, nadając mu nazwę jego rodzinnego miasta – Kelso. Oficjalne założenie miejscowości nastąpiło w 1889 roku, w 1908 roku uzyskała status miasta.
Lokalna gospodarka opiera się na przemyśle drzewnym, mleczarskim, rybołówstwie i sadownictwie.